# 吉田紀子
吉田 紀子（よしだ のりこ、1959年12月6日 - ）は、日本の脚本家。山梨県甲府市出身。長野県北佐久郡軽井沢町在住。富良野塾2期生。弟は元ニッポン放送編成部長・制作部長でワタナベエンターテインメント取締役の吉田雄生。

## 略歴
山梨県甲府市に生まれ、福島県福島市と東京都練馬区石神井で育つ。
東京都立大泉高等学校の2年生の時に倉本聰脚本のテレビドラマや倉本著のエッセイに触れて脚本家という職業に興味が湧き、演劇学を学べる明治大学文学部文学科演劇学専攻に進学する。大学在学中は映画・演劇サークルに所属し、仲間と名画座に通っては映画について語りあう日々を過ごす。映画監督の中島哲也や脚本家の両沢和幸、映画カメラマンの上野彰吾とはサークルの同期だった。
1983年3月に大学卒業後は映画会社などマスメディアへの就職を志すものの親の猛反対に遭い、親に言われるままに証券会社に就職。2年間のOL生活を過ごすものの脚本家の夢を諦めることができずに、倉本聰の主宰する富良野塾の門をたたく。富良野の山間で2年間の共同生活を送り、日中は建築作業や農作業、夕方から講義の過酷な生活の中で脚本の基礎を学ぶ。
1989年に『邪魔してゴメン!』（TBSテレビ）で脚本家としてデビュー。
2007年2月には『Dr.コトー診療所2006』（フジテレビ）により第15回橋田賞を受賞。
2014年に夫とともに東京都内から長野県北佐久郡軽井沢町へ移住した。

## 作品

### テレビドラマ

#### 連続ドラマ
- 邪魔してゴメン!（1989年、TBS）
- ゴリラ・警視庁捜査第8班（1990年、テレビ朝日）
- 悪魔のKISS（1993年、フジテレビ）
- 陽のあたる場所（1994年、フジテレビ）
- 男嫌い（1994年、TBS）
- ひとりにしないで（1995年、フジテレビ）
- 君と出逢ってから（1996年、TBS）
- ふたり（1997年、テレビ朝日）
- 成田離婚（1997年、フジテレビ）
- めぐり逢い（1998年、TBS）
- じんべえ（1998年、フジテレビ）
- お見合い結婚（2000年、フジテレビ）
- 涙をふいて（2000年、フジテレビ）
- できちゃった結婚（2001年、フジテレビ）
- 恋を何年休んでますか（2001年、TBS）
- Dr.コトー診療所（2003年、フジテレビ）
- 末っ子長男姉三人（2003年、TBS）
- 優しい時間（2005年、フジテレビ）
- 恋の時間（2005年、TBS）
- Dr.コトー診療所2006（2006年、フジテレビ）
- ハタチの恋人（2007年、TBS）
- 遥かなる絆（2009年、NHK）
- 天使のわけまえ（2010年、NHK）
- 秘密（2010年、テレビ朝日）
- 使命と魂のリミット（2011年、NHK）
- 浪花少年探偵団（2012年、TBS）
- 激流〜私を憶えていますか?〜（2013年、NHK）
- あすなろ三三七拍子（2014年、フジテレビ）
- まんまこと〜麻之助裁定帳〜（2015年、NHK）
- 忠臣蔵の恋〜四十八人目の忠臣〜（2016年 - 2017年、NHK）
- 連続ドラマW 東野圭吾 「片想い」（2017年、WOWOW）
- 連続ドラマW 東野圭吾 「ダイイング・アイ」(2019年、WOWOW)
- ミストレス〜女たちの秘密〜（2019年、NHK）
- その女、ジルバ（2021年、東海テレビ）
- 連続ドラマW 東野圭吾 「さまよう刃」（2021年、WOWOW）
- リエゾン -こどものこころ診療所-（2023年、テレビ朝日）
- Destiny（2024年、テレビ朝日）
- 団地のふたり（2024年、NHK）

#### 単発ドラマ
- ダンナ様は18歳（1990年、TBS）
- 卒業旅行（1999年、日本テレビ）
- わたしだってキレるわよ！「20年後のシンデレラ」（2001年、TBS)
- 恋を何年休んでますか・スペシャル（2002年、TBS）
- 抱きしめたい（2002年、NHK）
- ぼくらはみんな生きている（2003年、テレビ朝日）
- Dr.コトー診療所2004（2004年、フジテレビ）
- パパの涙で子は育つ（2007年、フジテレビ）
- 屋上のあるアパート（2011年、TBS）
- みをつくし料理帖（2012年・2014年、テレビ朝日）
- ラスト・ディナー 最終話「永遠の想い」（2013年、NHK）
- 東野圭吾「変身」 第1 - 2話（2014年、WOWOW）
- 最強のオンナ（2014年、MBS）
- マザーズ（2014年、中京テレビ）
- 44歳のチアリーダー!!（2015年12月20日、NHK BSプレミアム・プレミアムドラマ）
- 最強のオヤコ（2016年1月10日、MBS）
- ぼくのいのち（2016年3月23日、日本テレビ・読売テレビ)
- あの家に暮らす四人の女 （2019年9月30日、テレビ東京）
- 新春ドラマスペシャル「最後のオンナ」（2020年1月6日、テレビ東京）
- 友情〜平尾誠二と山中伸弥「最後の一年」〜 （2023年11月11日、テレビ朝日）
- 花のれん（2025年3月8日、テレビ朝日）

### 映画
- 涙そうそう（2006年）
- ハナミズキ（2010年）
- Dr.コトー診療所（2022年）

## 著作

### シナリオ
- Dr.コトー診療所 2006（2007年5月1日、小学館、ISBN 9784093877268）

### 小説
- 涙そうそう（2006年9月7日、幻冬舎文庫、ISBN 9784344408425）[注 1]
- ハナミズキ（2010年7月30日、幻冬舎文庫、ISBN 9784344415102）

### 連載コラム
- ドラマな日々（2005年9月号 - 2007年8月号、仙台市泉区フリーマガジン『IZUMIPPLE（いずみっぷる）』）
- ことばのココロ（2007年4月号 - 2010年8月号、月刊日本語、アルク）

## 受賞歴
- 第38回ザテレビジョンドラマアカデミー賞[9]
  - 脚本賞（『Dr.コトー診療所』）
- 第15回 橋田賞（『Dr.コトー診療所2006』）[10]

## 受賞作品
- Dr.コトー診療所 - 第12回 橋田賞受賞
- Dr.コトー診療所 シリーズ - 第44回 ギャラクシー賞特別賞受賞
- 抱きしめたい - 平成14年度 文化庁芸術祭テレビ部門優秀賞受賞、2003年 モンテカルロ・テレビ祭テレビ映画部門 特別賞受賞
- 遥かなる絆 - 第47回 ギャラクシー賞奨励賞受賞
- 「みをつくし料理帖」 - 第50回 ギャラクシー賞奨励賞
- マザーズ - 平成26年度（第69回）文化庁芸術祭　テレビ・ドラマ部門　優秀賞受賞 / 平成27年　日本民間放送連盟賞 / 番組部門　テレビドラマ番組　最優秀賞受賞